# Akantocystyda
Akantocystyda (łac. acanthocystidium, l.mn. acanthocystidia) – rodzaj cystyd występujący u niektórych gatunków grzybów. Są to cystydy o wierzchołku podobnym do poroża, pokryte wypukłościami. Występują u niektórych grzybów kortycjoidalnych, np. rodzaju Xylobolus (drewnowiec). Ich występowanie i morfologia ma znaczenie przy taksonomii i rozpoznawaniu gatunków.